# Nasvay

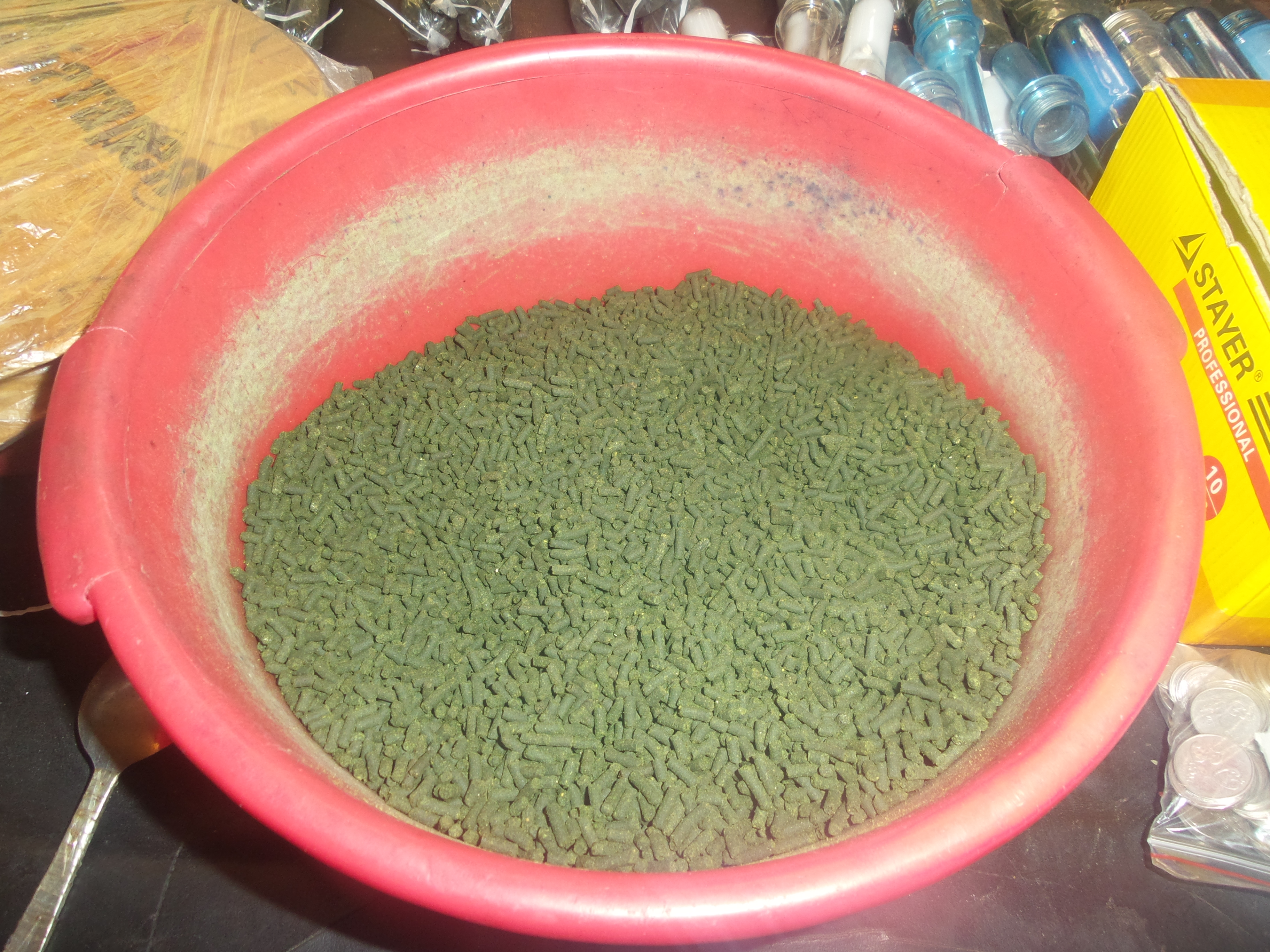
Nasvay

El nasvay, naswār o nās, entre otros nombres, es un producto derivado del tabaco que se consume especialmente en Pakistán, Afganistán y varias repúblicas exsoviéticas de Asia Central.

## Composición
El nasvay es una combinación de tabaco (Nicotiana rustica), ceniza e hidróxido de calcio, pero también puede contener cardamomo verde, menta o excrementos de animales. Se le suele dar forma de bolas pequeñas al mezclarse con agua. El pH alto del nasvay facilita la absorción de la nicotina en la cavidad oral.
Se consume introduciéndolo debajo de la lengua o entre las encías y la mejilla durante un intervalo de tiempo variable, normalmente inferior a la media hora.

## Efectos sobre la salud
El uso del nasvay se ha asociado con un mayor riesgo de padecer cáncer de boca.

## Situación legal
La fabricación y venta de nasvay está prohibida en Rusia, Bielorrusia y Turkmenistán.